# NHKハートプロジェクト
NHKハートプロジェクトは、日本放送協会が、障害のある人も無い人も共に生きる社会の実現を目指すことを目的に行っているキャンペーン全体の総称。

## 概要
2005年、日本に於ける放送開始80周年記念事業としてスタートし、以後定番化。放送を中心に展開する重点テーマのキャンペーンを中心に据えながら、様々な福祉番組・福祉イベントを効果的に実施し、高齢者や障害者の福祉分野における取組みを行っている。
この「ハートプロジェクト」の根幹となる事業は、1995年の放送70周年記念事業の一環として1994年からスタートしたイベント「NHKハート展」である。障害者が日々の生活で思っていることを「詩」に託し表現してもらい、それを各界の著名人がハートをモチーフにしたイラストにして描いてもらうというもので、毎年全国各地、そして世界各国でも展示会が行われてきた。2007年には、吉永小百合、所ジョージ、“ムツゴロウ”こと畑正憲、アキバ系アイドル“ショコタン”こと中川翔子などの著名人が協力した。「詩」を読んだ後に絵を見るとなんともいえない感動がある。
2005年に放送80周年を記念して更にそれを充実させることになり、より障害者と健常者が一体となった社会環境作りを目指すこと、総合的な福祉キャンペーンを展開することを目的として、実験番組企画『NHK番組たまご』同様に体系化され、現在の形となった。

## 主な企画

### 放送
- 常設番組 ハートネットTV
2012年度改編で『福祉ネットワーク』、『ハートをつなごう』等各種番組を統合しスタート。
- 常設番組 バリバラ〜障害者情報バラエティー〜
前身『きらっといきる』の1企画から生まれた、新しいタイプの障害者向け情報番組。
- 歌謡チャリティーコンサート
年2回実施、総合テレビなどで放送。収益金を障害者の福祉向上・社会参加促進を目的とした機材購入に充てる。

過去
- 特別番組 ETVワイド ともに生きる
東日本大震災の影響で事実上の打ち切りとなった。

### イベント
- NHKハート展
- NHK障害者福祉賞
- アートでつながろう（平面アートによるハートをモチーフにした写真・絵画作品募集）
- NHKハートフォーラム（シンポジウム）
- NHKハートスポーツフェスタ（身体障害者でも気軽に楽しめるスポーツの実演・体験）
- NHK歳末たすけあい（12月。中央共同募金会と共催）
「赤い羽根共同募金」の一環として行われている。ただし別会計。
- NHK海外たすけあい（12月。日本赤十字社と共催）
開始当初は2月に行われていた。その後歳末たすけあいと一括実施。
- NHK福祉大相撲（2月）

## ハート展参加者
- ハート展のテーマソング
  - 白鳥英美子歌川井郁子演奏　2005年「おばあちゃん もしかして」(みんなの歌)
  - 白井貴子歌　2006年「みんなに知って欲しいこと」(みんなのうた)
- 増田俊樹　2022年、詩の朗読を担当
- 作画担当
  - 大山美信
  - くどう道絵
  - 曽谷朝絵
  - 西又葵
  - AKI
  - 石原詢子
  - 中津真莉
  - 玉井詩織(ももいろクローバーZ)
  - 平松賢人
  - 奈緒
  - 小林弥生(元さんみゅ〜)